# هزاران‌گل (روش شیشه‌گری)

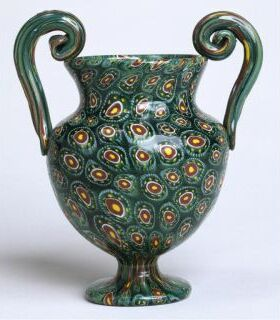
گلدان، روش هِزاران‌گل، نمایشگاه ویکتوریا و آلبرت، سال ۱۸۷۲

هِزاران‌گل (به انگلیسی: Millefiori) یک روش کار با شیشه است که الگوهای متمایز تزئینی را روی شیشه‌آلات تولید می‌کند. اصطلاح هِزاران‌گل ترکیبی از کلمات ایتالیایی «mille» (هزار) و «fiori» (گل) است.
اپسلی پِلات (Apsley Pellatt) در کتاب خود «کنجکاوی‌های شیشه‌سازی» اولین کسی بود که اصطلاح هِزاران‌گل را به کار برد، که در فرهنگ لغت انگلیسی آکسفورد در سال ۱۸۴۹ ظاهر شد. قبل از آن، مهره‌ها را موزائیک می‌نامیدند. گرچه استفاده از این روش مدتهاست که بر اصطلاح «هِزاران‌گل» مقدم است، اما اکنون بیشترین ارتباط را با ظروف شیشه‌ای ونیزی دارد.

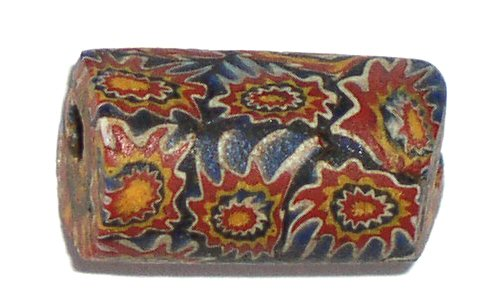
مهره هِزاران‌گل ونیزی

از اواخر دهه ۱۹۸۰، روش هِزاران‌گل در رُس بَسپار و سایر مواد استفاده می‌شود. از آنجا که رس بسپار نسبت به شیشه کاملاً قابل انعطاف است و برای اتصال آن نیازی به گرم کردن نیست، ماده بسیار ساده‌تری است که می‌توان الگوهای هِزاران‌گل را در آن تولید کرد.

## تاریخچه
تولید مهره‌های موزائیکی را می‌توان در دوران روم باستان، فنیقی و اسکندریه مشاهده کرد. عصاهای شیشه‌ای (Caneworking)، احتمالاً ساخت ایتالیا، تا مکان‌های باستانی قرن ۸ در ایرلند پیدا شده است. مهره‌های هِزاران‌گل از حفاری‌های سندبی بورگ (Sandby borg)، اولاند، سوئد کشف شده است که ظاهراً مربوط به اواخر قرن ۵ یا اوایل قرن ۶ است.
قطعه‌ای هِزاران‌گل به همراه نارسنگ‌های تراش نخورده در یک کیف زنانه و در محل دفن آنگلوساکسون در ساتن‌هو مربوط به اوایل قرن ۷ پیدا شد.
دانش روش ایجاد هِزاران‌گل در قرن هجدهم از دست رفت و این فناوری تا قرن نوزدهم احیا نشد.

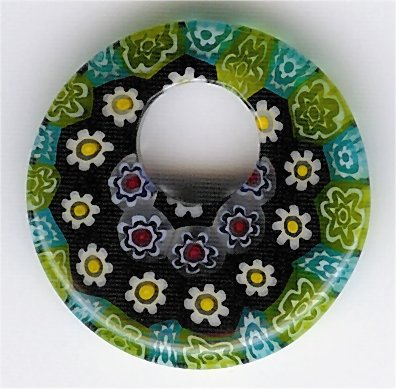
آویز شیشه‌ای هِزاران‌گل

در طی چندین سال از کشف مجدد این روش، کارخانه‌های ایتالیا، فرانسه و انگلیس در حال تولید عصاهای هِزاران‌گل بودند. این روش اغلب به‌صورت هنرهای شیشه‌ای ظریف در وزنه‌های کاغذ (Paperweight) گنجانده می‌شدند.
شیشه‌گران مورانو تا قرن پانزدهم فقط در حال تولید مهره‌های جذاب شِورون بودند که از عصاهای قالب‌گیری شِورون ساخته شده بودند. مهره‌های شِورون از لایه‌لایه شدن تعداد متغیری از لایه‌های شیشه‌ای با رنگ‌های مختلف در قالب و با کشیدن شیشه نرم از هر دو انتها تا رسیدن عصا به ضخامت مورد نظر ساخته می‌شوند. سپس برای پردازش بیشتر به قسمت‌های کوتاه بریده می‌شود.

## تولیدات
روش هِزاران‌گل شامل تولید عصا یا میله‌های شیشه‌ای است که به عنوان مورین شناخته می‌شود، با الگوهای چندرنگی که فقط از انتهای بریده شده عصا قابل مشاهده است. یک میله مورین در کوره گرم می‌شود و تا زمانی که نازک شده و طرح مقطع آن شکل بگیرد کشیده می‌شود. سپس با سرد شدن به صورت مهره یا دیسک برش داده می‌شود.